# Séries de divisions de la Ligue américaine de baseball 2000
Les Séries de divisions de la Ligue américaine de baseball 2000 représentent le premier tour des séries éliminatoires de la Ligue majeure de baseball en 2000. 
Ce tour éliminatoire est constitué de deux séries jouées au meilleur de cinq parties par quatre clubs de la Ligue américaine de baseball, l'une des deux composantes des Ligues majeures de baseball. 
Ces deux séries sont disputées du mardi 3 octobre au dimanche 8 octobre 2000. Pour se qualifier à la Série de championnat 2000 de la Ligue américaine, les Mariners de Seattle éliminent les White Sox de Chicago trois matchs à zéro et les Yankees de New York triomphent des Athletics d'Oakland trois matchs à deux.

## Têtes de séries et avantage du terrain
Les « têtes de série » sont déterminées par le classement final de la saison régulière 2000. Les trois clubs ayant terminé en première place de leur division sont donc classés de 1 à 3 selon leur fiche victoires-défaites en saison régulière, et la 4e tête de série est l'équipe qualifiée en éliminatoires comme meilleure formation de deuxième place, sans égard à sa fiche victoires-défaites. La tête de série la plus élevée détient l'avantage du terrain, qui lui octroie le privilège d'être l'équipe hôte pour les matchs 1, 2 et 5 d'une série.

## White Sox de Chicago vs Mariners de Seattle
Après n'avoir gagné que 75 parties sur 162 en 1999, les White Sox de Chicago sont la meilleure équipe de la Ligue américaine en saison régulière 2000. Ils remportent 95 victoires contre 67 défaites, décrochant avant 5 matchs d'avance sur Cleveland le premier titre depuis leur arrivée en 1994 dans la division Centrale de la Ligue américaine. Il s'agit de leur première participation aux éliminatoires et de leur premier titre de division (ils jouaient auparavant dans la section Ouest) depuis 1993. 
Les Mariners de Seattle jouent en séries éliminatoires pour la première fois en trois ans. Ils se qualifient comme meilleurs deuxièmes après avoir pris le second rang de la division Ouest de la Ligue américaine à un demi-match des meneurs, les Athletics d'Oakland. Gagnants de 12 matchs de plus que la saison précédente, les Mariners complètent la saison régulière avec 91 victoires contre 71 défaites alors que les Athletics, qui jouent un match de moins, montrent une fiche de 91-70.
C'est le premier affrontement en éliminatoires entre les White Sox et les Mariners.

### Calendrier des rencontres
| Match | Date      | Visiteur             | Hôte                 | Score              |
| ----- | --------- | -------------------- | -------------------- | ------------------ |
| 1     | 3 octobre | Mariners de Seattle  | White Sox de Chicago | 7 - 4 (10 manches) |
| 2     | 4 octobre | Mariners de Seattle  | White Sox de Chicago | 5 - 2              |
| 3     | 6 octobre | White Sox de Chicago | Mariners de Seattle  | 1 - 2              |

### Match 1
Mardi 3 octobre 2000 au Comiskey Park (II), Chicago, Illinois.
| Mariners de Seattle | 2 | 1 | 0 | 0 | 0 | 0 | 1 | 0 | 0 | 3 | 7 | 13 | 0 |
| White Sox de Chicago | 0 | 2 | 2 | 0 | 0 | 0 | 0 | 0 | 0 | 0 | 4 | 9  | 0 |
| Lanceurs partants : SEA : Freddy García CHW : Jim Parque Vic. : José Mesa (1-0) Déf. : Keith Foulke (0-1) Sauv. : Kazuhiro Sasaki (1) HRs : SEA : Joe Oliver (1), Edgar Martínez (1), John Olerud (1) CHW : Ray Durham (1) |   |   |   |   |   |   |   |   |   |   |   |    |   |

### Match 2
Mercredi 4 octobre 2000 au Comiskey Park (II), Chicago, Illinois.
| Mariners de Seattle | 0 | 2 | 0 | 1 | 1 | 0 | 0 | 0 | 1 | 5 | 9 | 1 |
| White Sox de Chicago | 1 | 0 | 1 | 0 | 0 | 0 | 0 | 0 | 0 | 2 | 5 | 1 |
| Lanceurs partants : SEA : Paul Abbott CHW : Mike Sirotka Vic. : Paul Abbott (1-0) Déf. : Mike Sirotka (0-1) Sauv. : Kazuhiro Sasaki (2) HRs : SEA : Jay Buhner (1) |   |   |   |   |   |   |   |   |   |   |   |   |

### Match 3
Vendredi 6 octobre 2000 au Safeco Field, Seattle, Washington.
| White Sox de Chicago                                                                                          | 0 | 1 | 0 | 0 | 0 | 0 | 0 | 0 | 0 | 1 | 3 | 1 |
| Mariners de Seattle                                                                                           | 0 | 0 | 0 | 1 | 0 | 0 | 0 | 0 | 1 | 2 | 6 | 0 |
| Lanceurs partants : CHW : James Baldwin SEA : Aaron Sele Vic. : José Paniagua (1-0) Déf. : Kelly Wunsch (0-1) |   |   |   |   |   |   |   |   |   |   |   |   |

## Athletics d'Oakland vs Yankees de New York
Avec 91 victoires contre 70 défaites, les Athletics d'Oakland remportent en 2000 leur premier titre de la division Ouest de la Ligue américaine depuis 1992 et se qualifient pour la première fois depuis cette année-là en séries éliminatoires. Ils coiffent de justesse les Mariners de Seattle en tête de leur division, ces derniers terminants un demi-match derrière Oakland mais se qualifiant comme meilleurs deuxièmes pour l'autre Série de divisions. Les Athletics jouent en éliminatoires quatre automnes de suite de 2000 à 2003 mais sont chaque fois évincés dès le premier tour.
Les Yankees de New York remportent en 2000 le 3e de 9 titres consécutifs de la division Est de la Ligue américaine et se qualifient en séries éliminatoires pour la 6e de 13 saisons sans interruption. Ils remportent cependant 11 matchs de moins que la saison précédente et leur fiche de 87 victoires et 74 défaites est leur moins bon résultat durant ces 13 saisons. Quatre clubs de la Ligue américaine ont plus de victoires que les Yankees en saison régulière 2000, incluant Cleveland,, qui rate une 6e qualification en 6 ans malgré 90 victoires. Les Yankees ne devancent les Red Sox de Boston que par deux matchs et demi au sommet de la division Est. Néanmoins, les Yankees remporteront la Série mondiale 2000 pour le dernier de trois titres consécutifs des Ligues majeures, le dernier de 4 en 5 saisons (1996, 1998, 1999 et 2000) et le 3e de quatre titres de la Ligue américaine consécutifs. 
C'est la première fois que les deux clubs sont opposés en Série de division et leur second affrontement en éliminatoires, les Yankees ayant triomphé d'Oakland lors du seul autre rendez-vous, en Série de championnat 1981 de la Ligue américaine.

### Calendrier des rencontres
| Match | Date      | Visiteur            | Hôte                | Score  |
| ----- | --------- | ------------------- | ------------------- | ------ |
| 1     | 3 octobre | Yankees de New York | Athletics d'Oakland | 3 - 5  |
| 2     | 4 octobre | Yankees de New York | Athletics d'Oakland | 4 - 0  |
| 3     | 6 octobre | Athletics d'Oakland | Yankees de New York | 2 - 4  |
| 4     | 7 octobre | Athletics d'Oakland | Yankees de New York | 11 - 1 |
| 5     | 8 octobre | Yankees de New York | Athletics d'Oakland | 7 - 5  |

### Match 1
Mardi 3 octobre 2000 au Network Associates Coliseum, Oakland, Californie.
| Yankees de New York | 0 | 2 | 0 | 0 | 0 | 1 | 0 | 0 | 0 | 3 | 7  | 0 |
| Athletics d'Oakland | 0 | 0 | 0 | 0 | 3 | 1 | 0 | 1 | X | 5 | 10 | 2 |
| Lanceurs partants : NYY : Roger Clemens OAK : Gil Heredia Vic. : Gil Heredia (1-0) Déf. : Roger Clemens (0-1) Sauv. : Jason Isringhausen (1) |   |   |   |   |   |   |   |   |   |   |    |   |

### Match 2
Mercredi 4 octobre 2000 au Network Associates Coliseum, Oakland, Californie.
| Yankees de New York | 0 | 0 | 0 | 0 | 0 | 3 | 0 | 0 | 1 | 4 | 8 | 1 |
| Athletics d'Oakland | 0 | 0 | 0 | 0 | 0 | 0 | 0 | 0 | 0 | 0 | 6 | 1 |
| Lanceurs partants : NYY : Andy Pettitte OAK : Kevin Appier Vic. : Andy Pettitte (1-0) Déf. : Kevin Appier (0-1) Sauv. : Mariano Rivera (1) |   |   |   |   |   |   |   |   |   |   |   |   |

### Match 3
Vendredi 6 octobre 2000  au Yankee Stadium, New York, New York.
| Athletics d'Oakland | 0 | 1 | 0 | 0 | 1 | 0 | 0 | 0 | 0 | 2 | 4 | 2 |
| Yankees de New York | 0 | 2 | 0 | 1 | 0 | 0 | 0 | 1 | X | 4 | 6 | 1 |
| Lanceurs partants : OAK : Tim Hudson NYY : Orlando Hernández Vic. : Orlando Hernández (1-0) Déf. : Tim Hudson (0-1) Sauv. : Mariano Rivera (2) HRs : OAK : Terrence Long (1) |   |   |   |   |   |   |   |   |   |   |   |   |

### Match 4
Samedi 7 octobre 2000  au Yankee Stadium, New York, New York.
| Athletics d'Oakland | 3 | 0 | 0 | 0 | 0 | 3 | 0 | 1 | 4 | 11 | 11 | 0 |
| Yankees de New York | 0 | 0 | 0 | 0 | 0 | 1 | 0 | 0 | X | 1  | 8  | 0 |
| Lanceurs partants : OAK : Barry Zito NYY : Roger Clemens Vic. : Barry Zito (1-0) Déf. : Roger Clemens (0-2) HRs : OAK : Olmedo Sáenz (1) |   |   |   |   |   |   |   |   |   |    |    |   |

### Match 5
Dimanche 8 octobre 2000 au Network Associates Coliseum, Oakland, Californie.
| Yankees de New York | 6 | 0 | 0 | 1 | 0 | 0 | 0 | 0 | 0 | 7 | 12 | 0 |
| Athletics d'Oakland | 0 | 2 | 1 | 2 | 0 | 0 | 0 | 0 | X | 5 | 13 | 0 |
| Lanceurs partants : NYY : Andy Pettitte OAK : Gil Heredia Vic. : Mike Stanton (1-0) Déf. : Gil Heredia (1-1) Sauv. : Mariano Rivera (3) HRs : NYY : David Justice (1) |   |   |   |   |   |   |   |   |   |   |    |   |